# Пирамида судьбы
В программировании проблема под названием пирамида судьбы — это довольно распространённый случай, который возникает при структурировании программы путём вложения друг в друга множества однотипных конструкций для обеспечения корректности вычислений. Возникает довольно часто при проверке нулевых указателей или при обработке обратных вызовов. Два примера, имеющих отношение к данному термину, связанные с определённым стилем программирования в JavaScript, а также вложенные друг в друга операторы if в ООП языках когда один из объектов может иметь нулевой указатель.

## Примеры
Современные объектно-ориентированные языки программирования предлагают стиль кодирования, известный как точечное обозначение, позволяющий вызывать несколько методов подряд в одной строке кода, путем отделения каждого вызова точкой. Например:
```
theWidth
 
=
 
windows
(
"Main"
).
views
(
5
).
size
().
width
();

```

Данный код содержит четыре отдельные команды. Сначала в коллекции окон находится окно с именем «Main», затем среди изображений внутри данного окна выбирается изображение номер 5, далее вызывается метод size, возвращающий структуру содержащую размеры данного изображения, и в заключение вызывается метод width для данной структуры, производящий результат, который помещается в переменную theWidth.
Проблема здесь состоит в том, что код отталкивается от факта существования каждого из перечисленных значений. Несмотря на то, что вполне резонно ожидать наличия размеров у каждого изображения, а также ширины у каждого размера, мы никогда не можем гарантировать ни существование окна с именем «Main», ни того что у него будет пять изображений. Если одно из вышеперечисленных обстоятельств не будет иметь места, один из методов будет применён к нулевому указателю, что приведёт к ошибке.
Чтобы избежать ошибки, программист вынужден проверять существование объекта перед каждым следующим вызовом. Безопасная версия кода может выглядеть так:
```
if
 
windows
.
contains
(
"Main"
)
 
{

    
if
 
windows
(
"Main"
).
views
.
contains
(
5
)
 
{

        
theWidth
 
=
 
windows
(
"Main"
).
views
(
5
).
size
().
width
();

        
//далее код, использующий theWidth

    
}

}

```

Если программист желает использовать это значение различным образом, в зависимости от того существует ли оно или нет, то в таком случае весь полезный код внутри конструкции if будет существенно смещён вправо, что приводит к трудностям при чтении кода. Это вынуждает применять «плоские» конструкции, например:
```
if
 
windows
.
contains
(
"Main"
)
 
{
 
theWindow
 
=
 
windows
(
"Main"
)
 
}

if
 
theWindow
 
!=
 
null
 
&&
 
theWindow
.
views
.
contains
(
5
)
 
{
 
theView
 
=
 
theWindow
.
views
(
5
)
 
}

if
 
theView
 
!=
 
null
 
{

    
theWidth
 
=
 
theView
.
size
().
width
();

    
//дальнейший код

}

```

или:
```
if
 
!
windows
.
contains
(
"Main"
)
 
{

    
// обработчик ошибки

}
 
else
 
if
 
!
windows
(
"Main"
).
views
.
contains
(
5
)
 
{

    
// обработчик ошибки

}
 
else
 
{

    
theWidth
 
=
 
windows
(
"Main"
).
views
(
5
).
size
().
width
();

    
//далее код, использующий theWidth

}

```

Конструкции подобного рода весьма распространены и некоторые языки программирования в настоящее время предлагают некоторое подобие синтаксического сахара для борьбы с данным явлением. Например, в Apple Swift реализована концепция оператора безопасной навигации в операции if. В тоже время в Microsoft C# 6.0 и Visual Basic 14 добавлены элвис-операторы ?. и ?[ для доступа к членам класса и индексирования, соответственно. Основная идея — позволить цепочке вызовов методов возвратить null немедленно, как только встретится отсутствующий объект, например код:
```
theWidth
 
=
 
windows
(
"Main"
)
?
.
views
(
5
)
?
.
size
.
width
;

```

должен присвоить null переменной theWidth если либо «Main», либо пятое изображение отсутствуют, либо завершить вычисление и вернуть ширину в том случае если они оба существуют. Во многих ситуациях программист должен выполнять различные действия в двух вышеперечисленных случаях, поэтому Swift предлагает дополнительный синтаксический сахар для данных обстоятельств: выражение if let, известное также под именем «необязательная привязка»:
```
if
 
let
 
theView
 
=
 
windows
(
"Main"
)
?
.
views
(
5
)
 
{

    
//код если view существует...

    
theWidth
 
=
 
theView
.
size
.
width

}

```